# Niccolò Partenio Giannettasio
Niccolò Partenio Giannettasio fue un jesuita y poeta nacido en Nápoles en 1648 y fallecido en 1715.

## Biografía
Partenio entró joven en la Orden de los Jesuitas, enseñó filosofía en Calabria y después las matemáticas en Nápoles, y en su tiempo libre lo dedicó al cultivo de la poesía latina y sobresalió en las églogas y en el género didáctico y descriptivo.
Dejó escrito un poema sobre la navegación seguido de églogas elegidas, adornada la obra por dibujos hechos por su amigo, el pintor Francesco Solimena, nacido en Nocera de Pagani, quien pintó en talla pequeña como grande, en fresco o en aceite, historia, retratos, animales, arquitectura, frutas, flores, etc., siendo sus figuras elegantes, correctas y graciosas y su pincel es suave y enérgico.
Partenio dio una edición de las églogas del Padre Rapin , "Poemes des jardins", y se inspiró de las poesías latinas de Jacopo Sannazaro, poeta latino autor de "Arcadia", "Eglogae", "De morte Christi ad mortales,..", "De partu Virginis" y otras obras, y de Jerome Fracastor, nacido de una familia antigua y noble autor de "Syphilitide" y otras obras, y dejó escrito un panegírico a Inocencio XII y una historia de Nápoles.
Partenio fundó la casa jesuita de Sorrento dedicada a SS Virgen María y sobre la puerta del templo dejó en mármol la siguiente inscripción elegante y breve: PARTHENIAE GENITRICI. VATES PARTHENIUS.
En la poesía de Partenio abunda en nobleza, en númen y en facilidad, y también si se quiere en superabundancia, pero siempre en precisión y en buen juicio, y se encuentra con frecuencia en sus versos pormenores nuevos y difíciles, trazados con colorido siempre poéticos y gran claridad como la descripción y uso de la brújula, el origen de los vientos, sus caracteres y hasta sus nombres, expresados muy poéticamente. Partenio hizo muchos versos pero en todos ellos se ve el poeta instruido y sobre todo el poeta patriota anclado en cierto modo al suelo y a su ribera natal, nunca se olvida de enlazar a Nápoles, su patria, y este sentimiento noble hace que sus poesías interesen, sin cuya circunstancia no quedarían exentas de languidez y de debilidad.

## Obras
- Annus eruditus
- Piscatoria et Nautica, Neapoli, 1683, in 8.º:
  - Piscatoria son églogas a imitación del género de las de Sannazaro
  - Náutica es un poema didáctico sobre navegación
- Halleutica, Neapoli, 1689, in 8.º (figuras de Solimène)
- Naumatica seu de bello navali, Neapoli: J. Raillard, 1715, in 4.º; Naumachicorum (en cinco libros sobre la guerra marítima)
- Bellicorum Libri X, Neapoli, 1697, in 8.º (en diez libros sobre la guerra terrestre)
- Bellica, Neapoli, 1699, in 8.º.
- Opera omnia poetica, Neapoli
- Panegyricus et carmen saeculare Innocentio XII, Neapoli, 1699
- Universalis Astronomiae elementa in Collegio Neapolitano, Neapoli, 1689.
- Universalis Geographiae elementa exposita et demostrata.., Neapoli, 1692.
- Historia Neapolitana in tres tomos divisa, Neapoli, 1713, 5 vols.
- Otras